# Mariani de Laurencio
Mariani de Laurencio o també de vegades Mariano Di Lorenzo, fou un compositor italià de principis del segle xvii. Fou canonge de Noli i entre altres composicions publicà: Il primo libro de Madrigali a 5 voci con un dialogo ad otto (Venècia, 1602) i Salmi, Magnificat, falsi bordoni e Messa a 4 voci con il basso continuo per l'organo (Palerm, 1624).